# Sofiakathedraal (Novgorod)
De Sofiakathedraal (Russisch: Софийский собор) is een Russisch-orthodoxe kathedraal in de Russische stad Veliki Novgorod. De kathedraal werd gebouwd in de jaren 1045-1050 en is daarmee een van de oudste Russisch-orthodoxe kerken. Het is de kathedrale kerk van het bisdom Novgorod. Sinds 1992 behoort de kathedraal tot het werelderfgoed van UNESCO.

## Geschiedenis
De bouw van de kathedraal werd begonnen in 1045 in opdracht van prins Vladimir van Novgorod. De kathedraal werd gebouwd op de plaats van een eenvoudige houten kerk. De kathedraal was oorspronkelijk veel hoger, maar gedurende de volgende eeuwen werd de bodem bijna twee meter opgehoogd. Tot het jaar 1130 was de kerk het belangrijkste sacrale bouwwerk van de stad en was het de plek waar de vorsten van Novgorod werden begraven. De kathedraal werd gebouwd naar het voorbeeld van de Sofiakathedraal in Kiev.
Aan het eind van de 19e eeuw werd de kathedraal door Vladimir Soeslov gerestaureerd.

## Architectuur
De 38 meter hoge kathedraal heeft vijf koepels waarvan één gouden koepel en vier kleinere, zilverkleurige koepels. Achter de kathedraal bevindt zich een klokkenwand uit de 17e eeuw waarvan de oorsprong 15e-eeuws is. 

### Maagdenburg deuren
De beroemde bronzen deuren zijn waarschijnlijk gemaakt in Maagdenburg en waren vervaardigd voor de Maria-Hemelvaartkathedraal in Płock. Op welke wijze de deuren in Novgorod terechtkwamen blijft onduidelijk. 
Op de deuren zijn afbeeldingen van de bisschoppen Alexander van Plock en Wichmann von Magdeburg te zien. De deuren zijn 360 cm hoog en 240 cm breed. Ze zijn verdeeld in verschillende reliëfs die omlijst zijn door zware randen met ornamenten. 

## Externe links

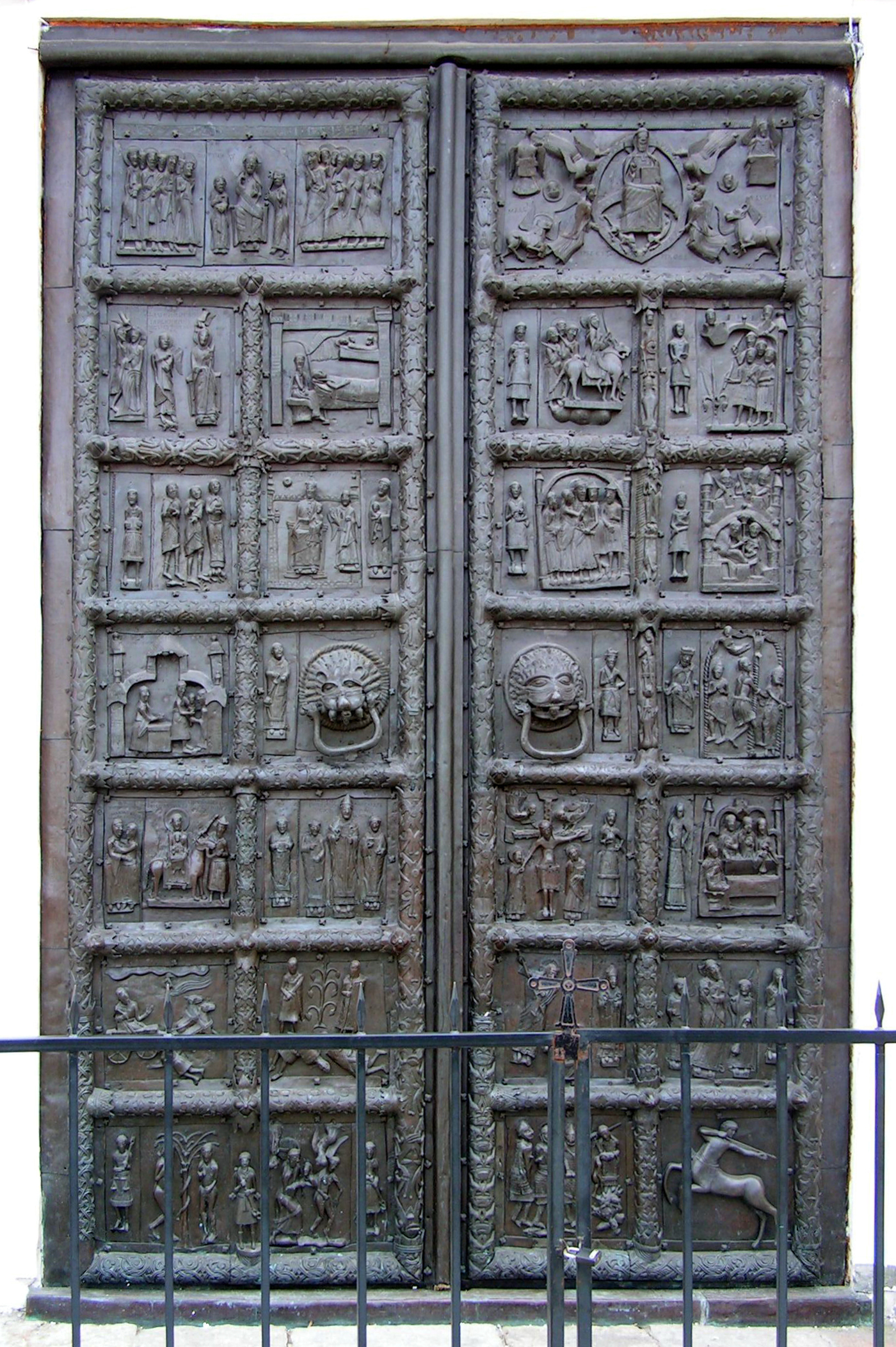
De Maagdenburg deuren
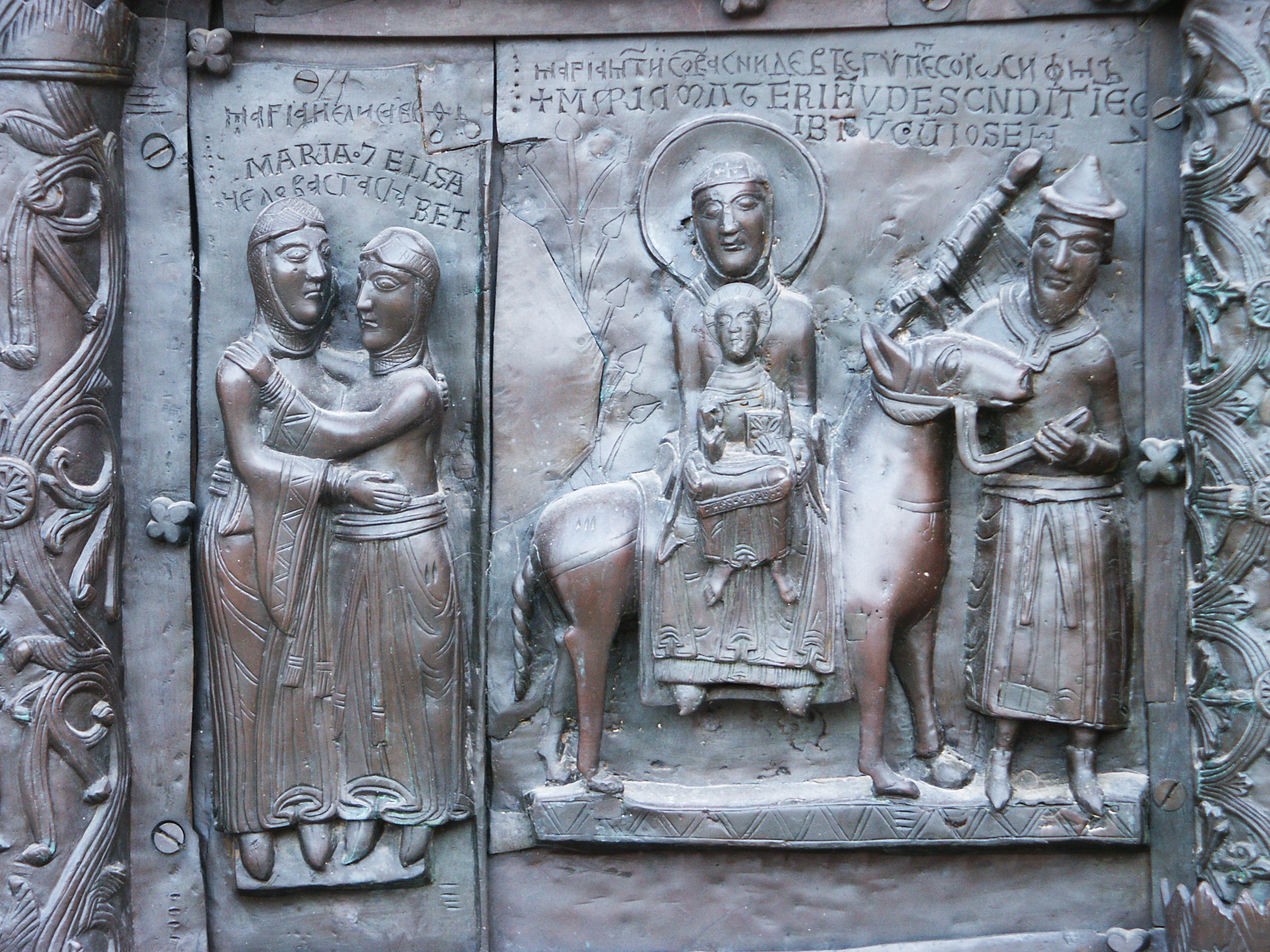
Detail van de deur
Fresco's
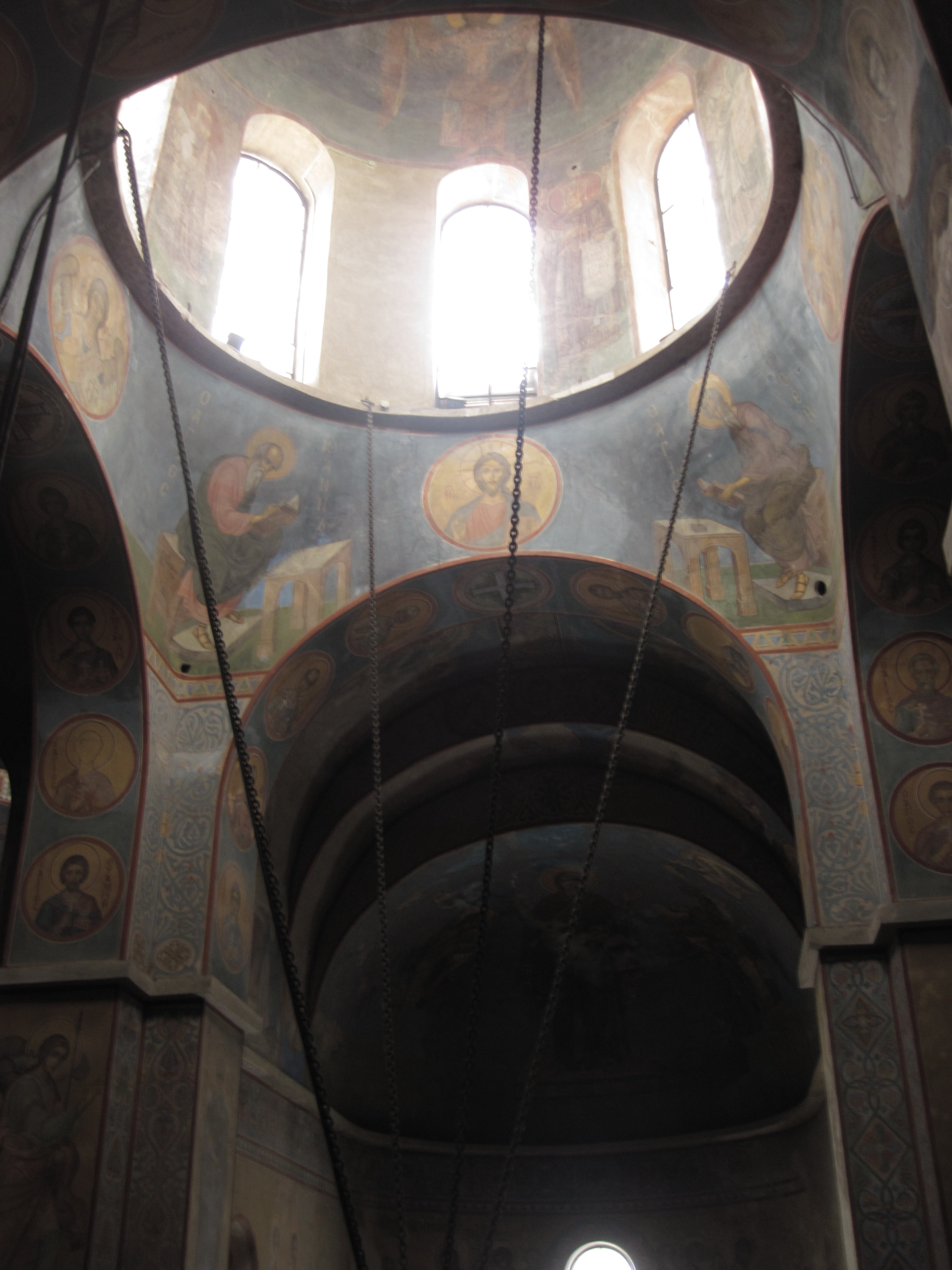
Fresco's in de koepel
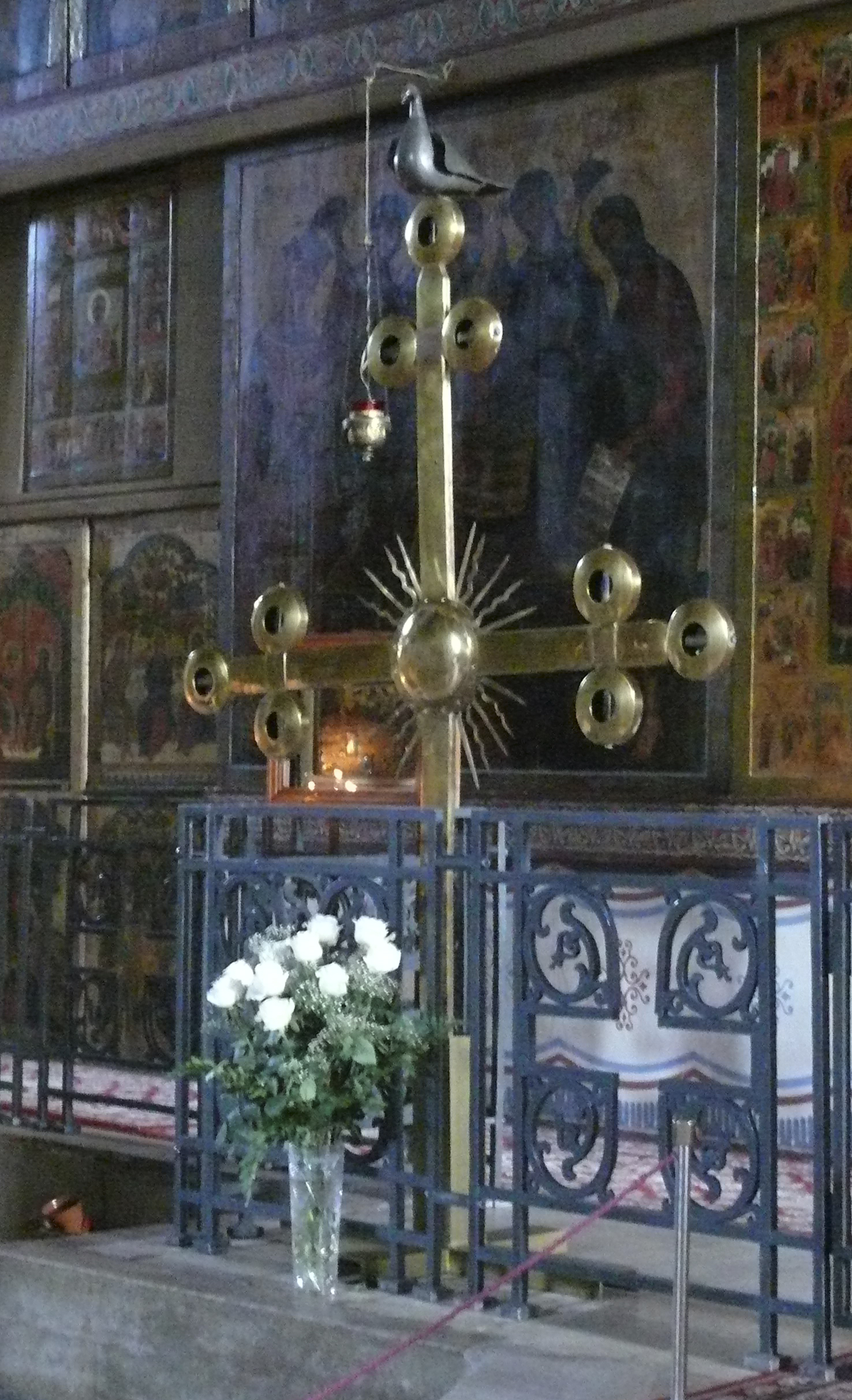
Origineel kruis van koepel met duif